# IC 194
IC 194 је спирална галаксија у сазвјежђу Кит која се налази на листи објеката дубоког неба у Индекс каталогу.
Деклинација објекта је + 2° 36' 50" а ректасцензија 2h 3m 5,1s. Привидна величина (магнитуда) објекта IC 194 износи 14,5 а фотографска магнитуда 15,3. IC 194 је још познат и под ознакама UGC 1542, MCG 0-6-26, CGCG 387-30, FGC 230, PGC 7812.